# Sue Kaufman
Pour les articles homonymes, voir Kaufman.
Sue Kaufman, née le 7 août 1926 à Long Island City, New York, et morte le 25 juin 1977 à New York, est une romancière américaine.

## Biographie
Diplômée de Vassar College en 1947, elle débute comme assistante chez un éditeur. En 1953, elle épouse le docteur Jeremiah Abraham Barondess, avec qui elle a un fils, James, en 1957.
Sous son nom de jeune fille, elle publie de nombreuses nouvelles dans des revues américaines telles que Atlantic Monthly, Paris Review, Saturday Evening Post. C'est avec son troisième roman, Diary of a Mad Housewife, qu'elle connaît un succès véritable, en 1967. Le livre est adapté pour le cinéma par le réalisateur Frank Perry, à New York en 1969.
Elle meurt en 1977 à New York.
En son hommage, le Sue Kaufman Prize for First Fiction est décerné chaque année depuis 1979, par l'Académie américaine des arts et des lettres.

## Œuvres
- The Happy Summer Days, 1959
- Green Holly, 1961
- Diary of a Mad Housewife, 1967 (Journal d'une ménagère folle, trad. Pauline Verdun. Paris, Gallimard, 1969)
- The Headshrinker's test, 1969
- Falling Bodies, 1974
- The Master and Other Stories, 1976

## Adaptation cinématographique
- 1970 : Journal intime d'une femme mariée, réalisé par Frank Perry, avec Carrie Snodgress, Richard Benjamin, Frank Langella.